# Invert 城塚翡翠倒叙集
『invert 城塚翡翠倒叙集』（インヴァート じょうづかひすいとうじょしゅう）は、相沢沙呼による小説。「城塚翡翠シリーズ」の第2作。
『小説現代』（講談社）2021年1月号に掲載された「泡沫の審判」と、書き下ろし中編2編「雲上の晴れ間」、「信用ならない目撃者」が収録されている。講談社より2021年7月7日に単行本、2023年11月15日に講談社文庫版が発売された。
タイトルに倒叙とあるように、予め読者に犯人を明かした状態で、主人公の城塚翡翠が事件を解明する構成で物語が展開される。
2022年11月に日本テレビ系「日曜ドラマ」枠でテレビドラマ化された。

## 概要
本作は犯人の視点で語られる倒叙ミステリである。各編には読者への挑戦が挿入されている。冒頭に「この作品は『medium 霊媒探偵城塚翡翠』の結末に触れています。未読の方はご注意ください。」と注意書きが掲載されている。相沢は『古畑任三郎』と『刑事コロンボ』を意識して執筆したと述べており、「信用ならない目撃者」は『刑事コロンボ』の「ホリスター将軍のコレクション」、「指輪の爪あと」をオマージュしている。
カバーイラストは遠田志帆が担当した。ブックデザインの坂野公一の発案で、城塚翡翠の二面性を表現するために、ゆるふわな翡翠と探偵の翡翠が描かれている。小説を読了後に装幀を見ると、新しい解釈が出来る仕掛けが施されている。
初版帯のフレーズは「すべてが、反転。」。講談社の担当編集者は、最初「すべてが、逆転。」を提案していた。しかし、相沢から「倒叙ミステリは英語でinverted detective mysteryだから、反転（invert）じゃないか」という指摘を受け、それが採用された。
『このミステリーがすごい！ 2022年版』国内編6位
。『2022本格ミステリ・ベスト10』国内ランキング9位。『ハヤカワミステリマガジン』2022年1月号掲載「ミステリが読みたい！ 2022年版」国内篇9位。

## あらすじ
「雲上の晴れ間」
システムエンジニアの狛木繁人は、自身が勤務する会社の社長・吉田直政の自宅に行き、吉田を浴室で転倒して溺死したように偽装して殺害する。その直後、同僚の須郷から緊急の連絡が入る。翌日、狛木は警察にアリバイを聴かれ、昨晩は急遽プログラムのバグの調査と修正を行うことになり、会社に一人で残っていたと答える。その作業は、吉田宅から片道1時間かかる会社の中でしかできなかった。しばらくして、狛木が住むマンションの隣室に城塚翡翠が引っ越してくる。
「泡沫の審判」
小学校教諭の末崎絵里は、児童や教師の盗撮を繰り返す元校務員の田草明夫を自分のクラスの教室で殺害し、田草が小学校に不法侵入して防犯システムを作動させてしまい、逃げようとして3階理科室のベランダから誤って転落して亡くなったように偽装する。田草の死による臨時休校が明けてから数日後、小学校にスクールカウンセラーの白井奈々子が赴任する。浮いた服装とぶりっ子な言動でなにかと絵里を苛立たせる奈々子の正体は、学校に潜入した翡翠だった。
「信用ならない目撃者」
探偵事務所の社長・雲野泰典は、社員の曽根本のマンションを訪問し、彼を射殺する。窓辺に立った雲野は、50メートル先の対岸にある雑居ビルのベランダに、女性の人影を見つける。雲野は悩んだ末、犯行は見られていないと判断し、曽根本が拳銃で自殺したように偽装してその場を立ち去る。そのころ、涼見梓は母に電話し、興奮した様子で今見た光景を伝えていた。ベランダでビールを飲んでいた梓は、対岸のマンションの一室で男が拳銃を構える姿を目撃していた。

## 登場人物

### 主要人物
城塚翡翠（じょうづか ひすい）
主人公。霊感があるというミステリアスな女性。警察に捜査協力している。
「雲上の晴れ間」と「泡沫の審判」では、20代半ばくらいに見える。
前作のあと髪をベージュカラーに染め、最近はよく赤いフレームの眼鏡をかけ、翠色の瞳を隠すために茶色のカラーコンタクトを入れている。
千和崎真（ちわさき まこと）
翡翠の助手をつとめる女性。
岩地道（いわちどう）
警視庁捜査一課の男性刑事。階級は警部補。

### 「雲上の晴れ間」
狛木繁人（こまき しげひと）
ITベンチャー企業「ジェムレイルズ」のシステムエンジニア。
吉田直政（よしだ なおまさ）
狛木が勤務する会社の代表取締役社長。
須郷（すごう）
狛木の同僚の男性。システムエンジニアで、インフラ担当。

### 「泡沫の審判」
末崎絵里（すえざき えり）
小学校教諭。2年生の担任。
田草明夫（たぐさ あきお）
絵里が働く小学校の元校務員。
櫛笥隼人（くしげ はやと）
警視庁第二機動捜査隊員。階級は巡査部長。
優太（ゆうた）
小学2年生。絵里のクラスの生徒。
当初は田草が亡くなった日の翌日に、クラスで彼のお別れ会を開く予定だった。
真央（まお）
小学2年生。絵里のクラスの生徒。
クラス内で飼っているハムスターをかわいがっている。
小池大地（こいけ だいち）
小学2年生。絵里のクラスの生徒。4月に転入してきた。
宗也（そうや）
小学2年生。絵里のクラスの生徒。大地と仲がいい。

### 「信用ならない目撃者」
雲野泰典（うんの やすのり）
探偵事務所「UYリサーチ社」の社長。元捜査一課の刑事。
過去に脅迫した相手から「君は犯罪界のナポレオン（モリアーティ教授）にでもなるつもりか」と言われたことがある。
曽根本（そねもと）
雲野の会社の男性社員。元暴力団員。
涼見梓（すずみ あずさ）
イラストレーター。
遠藤（えんどう）
男性記者。雲野に城塚翡翠の情報を教える。
蛯名（えびな）
警視庁捜査一課の若手の男性刑事。
奇術師
マジックショーに出演していた20代半ばくらいの女性。
作中に名前は登場しないが、相沢の小説『午前零時のサンドリヨン』の酉乃初という設定である。

## 書誌情報
- 相沢沙呼『invert 城塚翡翠倒叙集』
  - 単行本：2021年7月5日発行（2021年7月7日発売）、講談社、ISBN 978-4-06-523732-8
  - 文庫本：2023年11月15日発行（同日発売）、講談社文庫、ISBN 978-4-06-533789-9

## オーディオブック
2022年6月21日よりオトバンクが運営するaudiobook.jpにて配信。audiobook.jpのユーザー投票により決定する「オーディオブック大賞2022」で文芸部門の大賞を受賞した。

### キャスト（オーディオブック）
- 城塚翡翠 - 古賀葵[14]
- 千和崎真 - 田澤茉純[14]
- 狛木繁人 - 宮園拓夢[14]
- 末崎絵里 - 行成とあ[14]
- 雲野泰典 - 神尾晋一郎[14]
- 岩地道 - 稲岡晃大[14]
- 櫛笥 - 西村俊樹[14]
- 涼見 - 稲垣好[14]
- 蝦名 - 佐藤元[14]
- 吉田 - 富岡佑介[14]
- 田草 - 玉井勇輝[14]
- 曽根本 - 田中進太郎[14]
- 優太 - 赤星真衣子[14]
- 奇術師 - 高木遥香[14]

## テレビドラマ
『invert 城塚翡翠 倒叙集』（インヴァート じょうづかひすい とうじょしゅう）のタイトルで、2022年11月20日から12月25日まで、日本テレビ系「日曜ドラマ」枠で放送された。主演は清原果耶。
原作には小説の続編となる『invert II 覗き窓の死角』を含む。 
同年10月16日から11月13日まで放送された、同枠の前番組『霊媒探偵・城塚翡翠』からストーリー上直接つながる続編として、連続ドラマ史上初となるタイトルとビジュアルを一新した同一主人公による新ドラマとして制作された。 
原作者の相沢沙呼が、第4話と最終話の脚本および第1話から第3話の脚本協力で参加している。第4話と最終話は、原作の「信用ならない目撃者」をそのまま映像化するのは不可能だったため、別のトリックが用意された。

### あらすじ（テレビドラマ）
ある日、真は翡翠のアイスクリームを食べてしまい、隠ぺいを図ろうとする。だが、あっさり見抜かれてしまい、挙句、真が倒叙ミステリの犯人ならばあっという間に逮捕されるとまで言われてしまう。
2023年6月からクリスマスにかけて翡翠と真が挑んだ4つの事件が、倒叙ミステリの形式で描かれる。

### キャスト（テレビドラマ）

#### 主要人物
城塚翡翠（じょうづか ひすい）
演 - 清原果耶
主人公。翠眼の女性。
左遷された鐘場を警視庁捜査一課に復帰させることを条件に、警察庁に協力することを約束してしまったため、警察庁の諏訪間から依頼されたUYリサーチ社員が死亡した理由の調査を断れなくなってしまう。
千和崎真（ちわさき まこと）
演 - 小芝風花
翡翠のパートナー。
プライベートでは、いつも変な柄のTシャツを着ている。
鐘場正和（かねば まさかず）
演 - 及川光博
警視庁捜査一課の警部補。
前作のあと警部から警部補に降格処分となり捜査一課から外され、半年後に復帰する。捜査一課に戻れた理由は本人には知らされていないが、翡翠のおかげだと勘づいている。
雨野天子（あまの てんこ）
演 - 田中道子
警視庁捜査一課の巡査部長。鐘場の部下。
蛯名海斗（えびな かいと）
演 - 須賀健太
警視庁捜査一課の巡査部長。天子の先輩。

#### ゲスト

##### 第1話
- 狛木繁人（IT関連会社「ジェムレイルズ」のシステムエンジニア） - 伊藤淳史[19]
- 吉田直政（「ジェムレイルズ」の社長） - 長田成哉[19]
- 須郷（「ジェムレイルズ」のシステムエンジニア） - 井手麻渡[20]

##### 第2話
- 末崎絵里（古和田小学校 2年1組担任） - 星野真里[21]
- 田草明夫（同校 元校務員） - 寺井義貴[22]
- 利根川（同校 教頭） - 渡辺慎一郎[23]
- 古茂田（同校 1年生担任） - ちかまろ[24][25]
- 松林（同校 4年生担任） - 熊谷真由[26][25]
- 小池大地（同校 2年1組生徒） - 船附藍丈[27]
- 真央（同校 2年1組生徒） - 木村日鞠[28]
- 宗也（同校 2年1組生徒） - 有山実俊[29]
- 優太（同校 2年1組生徒） - 室伏翔斗[29]

##### 第3話
- 夏木蒼汰（明城高校2年生） - 福崎那由他[30]
- 典子（蒼汰が不法侵入した別荘の住人） - 池田恵子[31][32]
- 典子の夫 - 土屋佑壱[33][32]
- アナウンサー（声の出演） - 安村直樹（日本テレビアナウンサー）

##### 第4話
- 雲野泰典（調査会社「UYリサーチ」の社長） - 杉本哲太[34]（最終話）
- 涼見梓 / 岩戸（雲野が見つけた事件の目撃者） - 若月佑美[35]（第2話、最終話）[注 1]
- 曽根本雅雄（「UYリサーチ」の社員） - 鈴之助[36]
- 磯谷（「UYリサーチ」の社員） - 村上新悟[37]（最終話）
- 宮本久司（代議士） - 谷仲恵輔[38]
- 宮本祥子（宮本久司の妻） - 舟木幸[39]
- 涼見梓（事件の本当の目撃者） - 愛理[40]（最終話）
- 雲野の妻 - 夏目実幸[41]（最終話）
- リポーター - 吉年愛梨
- 鶴丘文樹（女性刺創連続殺人事件の犯人） - 瀬戸康史（友情出演）[42][43]（最終話）

### スタッフ
- 原作 - 相沢沙呼『invert 城塚翡翠倒叙集』、『invert II 覗き窓の死角』（講談社）
- 脚本 - 佐藤友治、相沢沙呼
- 脚本協力 - 相沢沙呼[注 2]
- 演出 - 菅原伸太郎、南雲聖一、伊藤彰記
- 音楽 - Justin Frieden
- 主題歌 - 福山雅治「妖」（アミューズ / ユニバーサルJ）[16]
- 警察監修 - 大橋菊夫
- アクションコーディネート - 柴原孝典
- チーフプロデューサー - 田中宏史、石尾純
- 統括プロデューサー - 荻野哲弘
- プロデューサー - 古林茉莉、柳内久仁子（AX-ON）
- 協力プロデューサー - 藤村直人
- 制作協力 - AX-ON
- 製作著作 - 日本テレビ

### 放送日程
| 話数                                                                       | 放送日   | サブタイトル            | ラテ欄                                                    | 原作               | 脚本              | 演出       | 視聴率 |
| -------------------------------------------------------------------------- | -------- | ----------------------- | --------------------------------------------------------- | ------------------ | ----------------- | ---------- | ------ |
| #01                                                                        | 11月20日 | 雲上の晴れ間            | 探偵翡翠が完全犯罪を暴く新シリーズ 今夜スタート!          | 雲上の晴れ間       | 佐藤友治          | 菅原伸太郎 | 5.3%   |
| #02                                                                        | 12月04日 | 泡沫の審判              | 正しい殺人はない! VS小学校教師… 正義の完全犯罪に涙の推理  | 泡沫の審判         | 佐藤友治          | 伊藤彰紀   | 4.9%   |
| #03                                                                        | 12月11日 | 生者の言伝              | 覗いちゃダメです〜ウブ男子に色仕掛け!? 別荘殺人… 嵐の一夜 | 生者の言伝         | 佐藤友治          | 伊藤彰紀   | 4.7%   |
| #04                                                                        | 12月18日 | 信用ならない目撃者 前編 | 最終章! 最強の敵は元刑事… 目撃者の命を凶弾から守れるか!   | 信用ならない目撃者 | 相沢沙呼 佐藤友治 | 南雲聖一   | 4.6%   |
| #05                                                                        | 12月25日 | 信用ならない目撃者 後編 | 君は絶対に殺される 元相棒 死の宣告… 衝撃の仕掛け!!        | 信用ならない目撃者 | 相沢沙呼 佐藤友治 | 南雲聖一   | 5.6%   |
| 平均視聴率5.0%（視聴率はビデオリサーチ調べ、関東地区・世帯・リアルタイム） |          |                         |                                                           |                    |                   |            |        |

| 話数   | 放送日   | サブタイトル                           | ラテ欄                                             | 原作                    | 脚本     | 演出       | 視聴率 |
| ------ | -------- | -------------------------------------- | -------------------------------------------------- | ----------------------- | -------- | ---------- | ------ |
| 特別編 | 11月27日 | invert 城塚翡翠 倒叙集 VS “透明な悪魔” | 伏線回収SP! 今夜（秘）仕掛けを新撮ドラマで初解説!! | medium 霊媒探偵城塚翡翠 | 佐藤友治 | 菅原伸太郎 | 4.5%   |

| 日本テレビ系列 日曜ドラマ                        | 日本テレビ系列 日曜ドラマ                            | 日本テレビ系列 日曜ドラマ                         |
| 前番組                                           | 番組名                                               | 次番組                                            |
| ------------------------------------------------ | ---------------------------------------------------- | ------------------------------------------------- |
| 霊媒探偵・城塚翡翠 （2022年10月16日 - 11月13日） | invert 城塚翡翠 倒叙集 （2022年11月20日 - 12月25日） | ブラッシュアップライフ （2023年1月8日 - 3月12日） |